# Enrique de la Rosa
Enrique de la Rosa fue un militar mexicano con idealismo villista que participó en la Revolución mexicana. Nació en Monterrey, Nuevo León. Partidario del maderismo, se incorporó a la lucha en 1911. Se unió al ejército villista en la contienda contra Victoriano Huerta y obtuvo el grado de general brigadier. Fue jefe de la brigada de ferrocarrileros de la División del Norte. En 1914 fue comandante militar en Torreón, Coahuila. Años después reconoció el gobierno aguaprietista, el que lo nombró en 1921 subjefe del Departamento de Tránsito en el Distrito Federal. 